# فرودگاه وآو
فرودگاه وآو  (به انگلیسی: Wau Airport)  یک فرودگاه همگانی، غیرنظامی  با کد یاتا WUU است که یک باند فرود ناهموار دارد و طول باند آن ۱۵۰۶ متر است. این فرودگاه در  کشور سودان جنوبی قرار دارد و در ارتفاع ۴۳۳ متری از سطح دریا واقع شده است.